# Protocole de Sangatte
Pour les articles homonymes, voir Sangatte (homonymie).

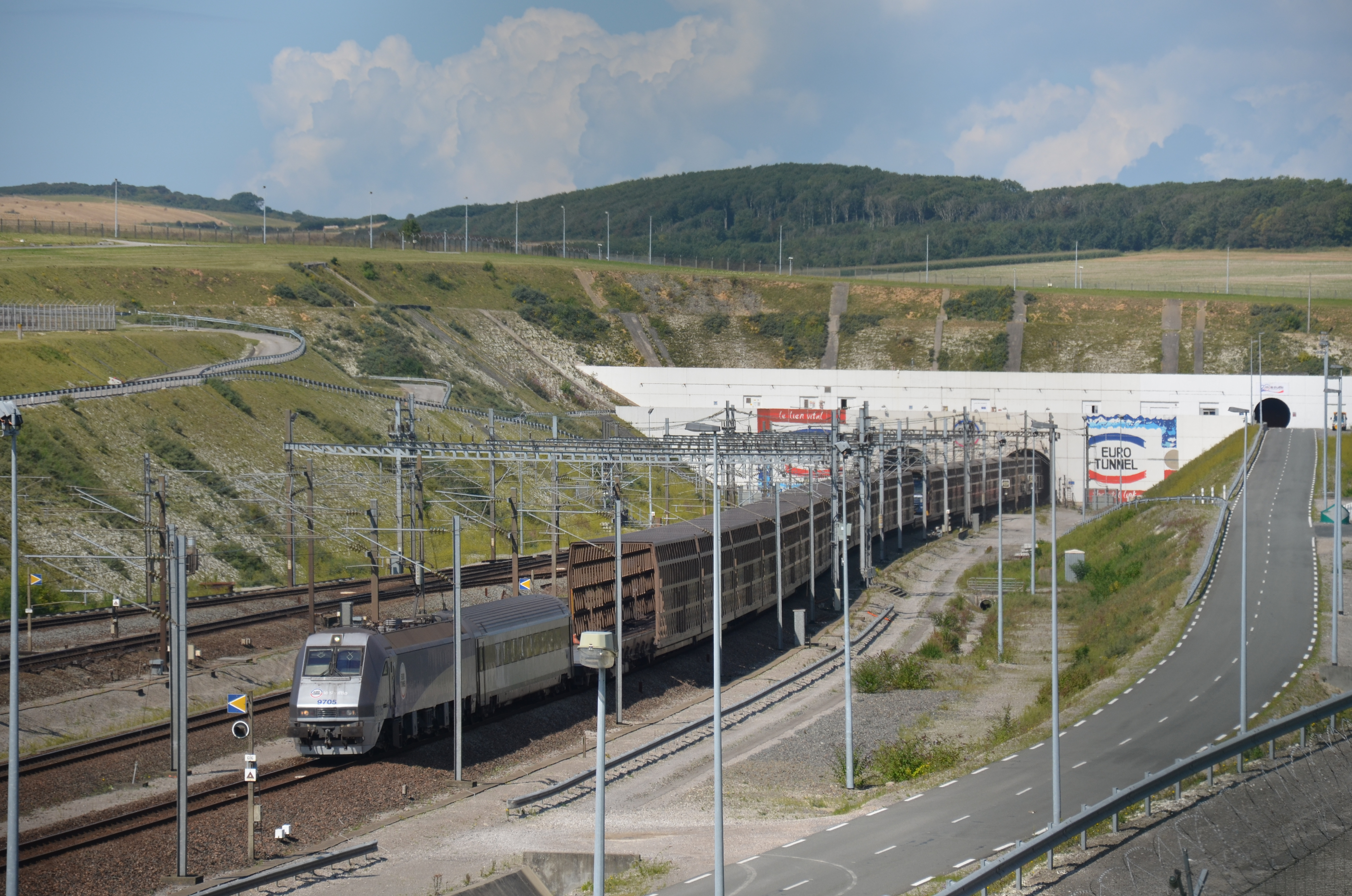
Sortie Tunnel sous la Manche à Coquelles.

Le protocole de Sangatte (officiellement Protocole entre le gouvernement de la République française et le gouvernement du Royaume-Uni de Grande-Bretagne et d'Irlande du Nord relatif aux contrôles frontaliers et à la police, à la coopération judiciaire en matière pénale, à la sécurité civile et à l'assistance mutuelle, concernant la liaison fixe transmanche) du 25 novembre 1991 est un accord intergouvernemental établi entre la République française et le Royaume-Uni relatif à l'exercice des compétences régaliennes de ces États dans le cadre du tunnel sous la Manche. Ce protocole permet la mise en place de contrôles frontaliers aux français et britanniques, des deux côtés du tunnel, sur des personnes se trouvant sur des secteurs définis.

## Évolutions
Le protocole additionnel au protocole de Sangatte a été signé le 29 mai 2000 à Bruxelles par les ministres de l'intérieur Jean-Pierre Chevènement et Jack Straw. Il permet la mise en place de bureaux de contrôle de police aux points d'entrée et de sortie. Le droit de l'État de départ s'applique dans celui d'arrivée dans le traitement des demandes d'asile.  L'expulsion sans délai des personnes depuis l'État d'arrivée vers l'État de départ est rendue possible.
Un accord est signé le 4 février 2003 au Touquet pour permettre le port de l'arme de service aux agents français (douanes et police de l'air et des frontières françaises, en uniforme et sur les zones de contrôle française hors circonstances exceptionnelles) en territoire britannique ainsi que dans les trains. L'accord s'applique en mars 2005.
Le protocole additionnel a été modifié le 18 juin 2007 en instaurant un point de contrôle à la gare d'Ebbsfleet. Le même jour l'arrangement amendant l'arrangement franco-britannique pour l'application du protocole de Sangatte pris le 18 juin 2007 redéfinit les zones de contrôle des personnes et de circulation dans les gares de Paris-Nord, de Saint-Pancras et d'Ebbsfleet.

## Remises en cause
En décembre 2014 Médecins du Monde, le Secours catholique et Emmaüs appellent à la renégociation de ces traités.
La Commission nationale consultative des droits de l'homme rend le 9 juillet 2015 un Avis sur la situation des migrants à Calais et dans le Calaisis qui remet sévèrement en cause la conformité du protocole de Sangatte avec le droit européen :
«  [...] Certaines stipulations contenues dans ces accords bilatéraux sont relatives à la détermination de l’État responsable du traitement de la demande d'asile. C'est le cas de l'article 4 du protocole additionnel de Sangatte et de l'article 9 du Traité du Touquet. Pour la CNCDH l'application de ces stipulations aboutit en pratique et en droit à écarter les dispositions du règlement Dublin III [...], alors pourtant que la France et le Royaume-Uni sont tenus par le droit dérivé de l'UE et que le service juridique du Conseil de l'UE avait, dès 1997, souligné la contrariété de ces deux articles à l'ancienne Convention de Dublin. Enfin et surtout, du fait de l'externalisation des contrôles frontaliers britanniques sur le sol français, le Royaume-Uni ne sera quasiment jamais compétent pour traiter des demandes d'asile, les conditions fixées par les stipulations précitées ne pouvant en pratique que très difficilement être réunies. Par voie de conséquence, les accords et arrangements administratifs bilatéraux empêchent le dépôt des demandes d'asile dans ce pays. La CNCDH y voit une atteinte à la substance même du droit d'asile. Elle s'étonne que la France n'ait pas supprimé les stipulations des arrangements administratifs incompatibles avec les dispositions du règlement Dublin III et que la Commission européenne n'ait pas relevé ces incompatibilités conformément à l'article 36 de ce règlement.

[...]

La CNCDH recommande instamment la dénonciation des traités et accords dits du Touquet et de Sangatte. »